# Жуан Домінгуш Пінту
Жуан Домінгуш Пінту (порт. João Domingos Pinto, нар. 21 листопада 1961, Олівейра-ду-Дору) — португальський футболіст, що грав на позиції захисника. По завершенні ігрової кар'єри — тренер.
Виступав за клуб «Порту», у складі якого став володарем низки національних і європейських трофеїв, включаючи Кубок чемпіонів УЄФА, а також за національну збірну Португалії, з якою брав участь у Євро 1984 та чемпіонаті світу 1986.

## Клубна кар'єра
У дорослому футболі дебютував 1981 року виступами за команду клубу «Порту», кольори якої і захищав протягом усієї своєї кар'єри гравця, що тривала сімнадцять років.
Більшість часу, проведеного у складі «Порту», був основним гравцем захисту команди. Вже з другої половини 1980-х був капітаном команди. Зокрема виводив португальську команду на поле з капітанською пов'язкою у фінальній грі Кубка європейських чемпіонів 1986/87, в якому португальці здолали мюнхенську «Баварію», ставши переможцями найпристижнішого європейського клубного змагання. А трохи згодом того ж року, також у статусі капітана команди, став у її складі володарем Суперкубка УЄФА і Міжконтинентального кубка.
Також за роки виступів у «Порту» дев'ять разів виборював титул чемпіона Португалії і чотири рази — національний кубок. Зокрема захисник зробив свій внесок у здобуття «золотого дубля» в сезоні 1987/88, досягнення яке не підкорювалося «Порту» упродовж 32-х попередніх років.

## Виступи за збірну
1983 року дебютував в офіційних матчах у складі національної збірної Португалії. Наступного року був включений до заявки збірної для участі в чемпіонаті Європи 1984, що проходив у Франції і де Жуан Пінту взяв учать у всіх чотирьох іграх своєї збірної, яка завершила турнір на стадії півфіналів.
Згодом Пінту був ключовим захисником португальської збірної у відборі до чемпіонату світу 1986 року, провівши на полі без замін усі вісім матчів турніру. Був включений до заявки для участі у фінальній частині мундіалі, який проходив у Мексиці, однак там на поле жодного разу не виходив. Пізніше деякий час до лав збірної не викликався і повернувся до неї лише з приходом на її тренерський місток Жуки у 1987 році. Останньою для Жуану Пінту грою у формі збірної став товариський матч проти збірної України 9 листопада 1996 року.
Загалом протягом кар'єри у національній команді, яка тривала 14 років, провів у формі головної команди країни 70 матчів, забивши 1 гол.

## Кар'єра тренера
Розпочав тренерську кар'єру, повернувшись до футболу після невеликої перерви, 2006 року, увійшовши до тренерського штабу клубу «Порту».
Протягом 2010–2011 років очолював команду клубу «Спортінг» (Ковільян).
Наразі останнім місцем тренерської роботи був клуб «Шавіш», головним тренером команди якого Жуан Домінгуш Пінту був 2013 року.

## Титули і досягнення
- Чемпіон Португалії (9):

«Порту»:  1984-1985, 1985-1986, 1987-1988, 1989-1990, 1991-1992, 1992-1993, 1994-1995, 1995-1996, 1996-1997
- Володар Кубка Португалії (4):

«Порту»: 1983-1984, 1987-1988, 1990-1991, 1993-1994
- Володар Суперкубка Португалії з футболу (9):

«Порту»: 1981, 1983, 1984, 1986, 1990, 1991, 1993, 1994, 1996
- Володар Кубка чемпіонів УЄФА (1):

«Порту»: 1986-1987
- Володар Суперкубка УЄФА (1):

«Порту»: 1987
- Володар Міжконтинентального кубка (1):

«Порту»: 1987